# 霍里什涅 (莫爾申市鎮)
49°8′7″N 23°47′33″E / 49.13528°N 23.79250°E
霍里什涅（烏克蘭語：Горішнє），是烏克蘭西部利維夫州斯特雷區莫尔申市镇的村庄。始建於1396年，面積6.1平方公里，海拔高度349米，2001年人口329，人口密度每平方公里53.93人。